# Atlantis (Florida)
Atlantis is een plaats (city) in de Amerikaanse staat Florida en valt bestuurlijk gezien onder Palm Beach County.

## Demografie
Bij de volkstelling in 2000 werd het aantal inwoners vastgesteld op 2005.
In 2006 is het aantal inwoners door het United States Census Bureau geschat op 2116, een stijging van 111 (5,5%).

## Geografie
Volgens het United States Census Bureau beslaat de plaats een oppervlakte van
3,6 km², waarvan 3,5 km² land en 0,1 km² water.

## Plaatsen in de nabije omgeving
De onderstaande figuur toont nabijgelegen plaatsen in een straal van 8 km rond Atlantis.